# Pomo (Ethnie in Afrika)
Die Pomo  sind eine Ethnie in der Republik Kongo. Sie leben dort hauptsächlich entlang des Sangha. Sie sprechen die Sprache Pol, eine Bantusprache, die im Siedlungsgebiet der Pomo ebenfalls Pomo genannt wird.